# Hoya commsii
Hoya commsii är en oleanderväxtart som beskrevs av William Botting Hemsley. Hoya commsii ingår i släktet Hoya och familjen oleanderväxter. Inga underarter finns listade i Catalogue of Life.